# Boricua
Boricua – określenie mieszkańców Portoryko; mieszkaniec/mieszkanka Portoryko. Określenie rozumiane tylko na Portoryko, na Kubie i w Republice Dominikany. W skrócie mieszkańcy wspólnie siebie określają jako bori, bori. Słowo pochodzi z języka Tainów, plemienia zamieszkującego niegdyś ziemie Puerto Rico, Kuby, Dominikany i Haiti. Wywodzi się od rzadko dziś używanego słowa borikén – „kraina dzielnego pana”, czyli Puerto Rico. W języku hiszpańskim funkcjonuje ponadto określenie puertorriqueño, czyli Portorykańczycy, będące na równi z określeniem boricua. Mieszkańcy wyspy są głównie pochodzenia: hiszpańskiego, włoskiego, afrykańskiego oraz obecnie coraz więcej osób urodzonych na Portoryko ma pochodzenie od Amerykanów ze Stanów Zjednoczonych. Pewna część populacji wśród odległych przodków ma indiańskich Tainów w przeszłości zamieszkujących wyspę.